# آراس د لس المس
آراس د لس المس (به اسپانیایی: Aras de los Olmos) یک شهرستان در اسپانیا است که در Los Serranos واقع شده‌است.

## خصوصیات
آراس د لس المس ۷۶ کیلومترمربع مساحت و ۴۲۷ نفر جمعیت دارد و ۹۳۶ متر بالاتر از سطح دریا واقع شده‌است.